# Baculentulus tuxeni
Baculentulus tuxeni är en urinsektsart som först beskrevs av Josef Nosek och Walter Hüther 1974.  Baculentulus tuxeni ingår i släktet Baculentulus och familjen lönntrevfotingar. Inga underarter finns listade.